# Broadclyst
Broadclyst lub Broad Clyst – wieś i civil parish w Anglii, w hrabstwie Devon, w dystrykcie East Devon, położona na wschodnim brzegu rzeki Clyst. W 2011 roku civil parish liczyła 2962 mieszkańców. Broad Clyst jest wspomniana w Domesday Book (1086) jako Clistone/Clistona.